# Ectropidia
Ectropidia es un género de polilla de la familia Geometridae. El género fue descrito por primera vez por William Warren en 1906 y se puede encontrar en Borneo y Malasia peninsular. Pertenece al grupo de especies Myrioblephara, el cual deriva de un antepasado común con especiación en Célebes. Este linaje contribuyó a la aparición de algunas especies en las islas Molucas y Nueva Guinea.

## Especies
- Ectropidia altiprimata Holloway, 1993
- Ectropidia coremaria Hampson
- Ectropidia exprimata (Walker, 1861)
- Ectropidia fimbripedata Warren, 1900
- Ectropidia harmani Holloway, 1993
- Ectropidia illepidaria (Walker, 1861)
- Ectropidia quasilepidaria Holloway, 1993
- Ectropidia semijubata (Prout, 1929)
- Ectropidia shoreae (Prout)